# Dneven Trud
Dneven Trud (en búlgaro: Дневен Труд; "Día de trabajo"), también conocido simplemente como Trud ("trabajo") es un periódico generalista búlgaro de ámbito nacional. El primer número del periódico salió el 1 de marzo de 1936, lo que le convierte en uno de los periódicos búlgaros más antiguos todavía en existencia. Su editor en jefe es Tosho Toshev. Tiene su sede en la capital Sofía y es de periodicidad diaria. Actualmente es el periódico de mayor circulación en Bulgaria.

## Historia
El primer ejemplar del diario se publicó el 1 de marzo de 1936 y es el primer periódico semanal en Bulgaria. Se publicó sólo en las grandes ciudades de Sofía, Plovdiv y Varna en el primer año. Desde el 20 de octubre de 1944 el nombre del periódico cambió a Bandera de la mano de obra.
El periódico era un órgano del sindicato hasta 1992, cuando se convirtió en un diario de propiedad privada.